# 클릭 (2006년 영화)
《클릭》(영어: Click)은 미국에서 제작된 프랭크 코라치 감독의 2006년 판타지 코미디 영화이다. 애덤 샌들러, 케이트 베킨세일, 크리스토퍼 워컨, 데이비드 해슬호프, 헨리 윙클러, 줄리 캐브너, 숀 애스틴 등이 출연하였고, 닐 H. 모리츠 등이 제작에 참여하였다.
영화 촬영은 2005년 말 시작되어 2006년 초에 완료되었다. 이 영화는 2006년 6월 23일 소니 픽처스 릴리싱에 의해 개봉되었다. DVD는 2006년 10월 10일 출시되었다.

## 줄거리
가족보다 일을 우선시하는 마이클은 어느 날 시간을 텔레비전처럼 간편하게 통제할 수 있는 리모컨을 얻는다. 초반에 마이클은 지루하게 느껴지는 시간을 고민없이 건너뛰며 편리함을 만끽한다. 하지만 곧 자신이 리모컨을 조종하고 있는 게 아니라 리모컨이 자신의 삶을 조종하고 있음을 깨닫게 된다. 마이클은 가족과의 시간을 소중하게 여기지 않은 걸 후회하기 시작하는데...

## 출연
- 애덤 샌들러 - 마이클 뉴먼 역
  - 에밀리오 캐스트 - 마이클(10세) 역
- 케이트 베킨세일 - 도나 뉴먼 역
- 크리스토퍼 워컨 - 모티 역
- 데이비드 해슬호프 - 존 에이머 역
- 헨리 윙클러 - 테드 뉴먼 역
- 줄리 캐브너 - 트루디 뉴먼 역
- 숀 애스틴 - 빌 역
- 조지프 캐스터넌 - 벤 뉴먼 역
  - 조나 힐 - 벤(18세) 역
  - 제이크 호프먼 - 벤(성인) 역
- 대니엘 테이텀 매캔 - 서맨사 뉴먼 역
  - 러레인 니컬슨 - 서맨사(16세) 역
  - 케이티 캐시디 - 서맨사(27세) 역
- 캐머런 모너핸 - 케빈 오도일 역
- 제니퍼 쿨리지 - 저닌 역
- 레이철 드래치 - 앨리스/앨런 역
- 소피 멍크 - 스테이시 역
- 미셸 롬바도 - 린다 역
- 재나 크레이머 - 줄리 역
- 닉 스워드슨 - 베드 배스 앤드 비욘드 직원 역
- 프랭크 코라치 - 남자 간호사 역
- 롭 슈나이더 - 하비부 왕자 역 (크레디트 미기재)
- 제임스 얼 존스 - 본인 역 / 해설 (목소리, 크레디트 미기재)
- 테리 크루스 - 차 안에서 노래 부르는 남자 역 (크레디트 미기재)
- 덜로리스 오리어든 - 가수 역

## 기타 제작진
- 공동 제작: 태니아 랜다우
- 협력 제작: 에이미 킨
- 배역: 로저 머슨든
- 미술: 페리 앤덜린 블레이크
- 의상: 엘런 루터
- 스턴트: J.J. 페리